# Flash Gordon (série télévisée d'animation)
Pour les articles homonymes, voir Flash Gordon (homonymie).
Flash Gordon est une série télévisée d'animation franco-canadienne en 26 épisodes de 23 minutes, créée d'après le personnage éponyme d'Alexandre Gillespie Raymond et diffusée au Canada à partir du 16 août 1996 sur YTV et en français à partir du 2 mars 1998 à Super Écran et rediffusée à partir du 31 juillet 1999 sur Télétoon, en France à partir du 16 octobre 1996 sur Canal+ puis sur France 3, et aux États-Unis en syndication.

## Synopsis
Alors qu'Alex Gordon, adolescent passionné de planche à roulettes et de jeux vidéo, vient de battre son record sur un simulateur, il se rend à un concours de figures en planche à roulettes.
Il rencontre alors Dale Arden, adolescente elle aussi passionnée par la planche à roulettes.
Après le concours, la ville est attaquée, ils sont tous deux évacués par la NASA (leurs parents y travaillant).
Il s'agit en fait de l'empereur Ming qui tente de conquérir la planète terre à travers une porte à trou noir, comme il l'a déjà fait pour plusieurs centaines de planètes.
Dale Arden et Alex Gordon, en cours d'évacuation par un Jet, se retrouvent en danger à cause de l'invasion, et se retrouvent chez un savant, Hans Zarkov, qui les prend pour des pilotes. Les voilà en route vers la porte à trou noir, et vers l'empereur Ming à l'intérieur de son monde la planète Mongo.

## Personnages
- Alex « Flash » Gordon : le protagoniste
- Dale Arden : la partenaire de Flash
- Docteur Hans Zarkov : un scientifique
- Ming : l'antagoniste et il est le dictateur des lézards, des fois on lui dit "Salutation au nom de ming" façon Ave César.
- Princess Aura : fille de Ming mi humaine et mi lézard et au contraire de son père elle a voulu vivre en amitié entre le monde des humains et Mongo
- General Lynch : le leader des lézards qui répond aux ordres de Ming
- Kobalt : un mercenaire de Ming, c'est un Pantheron et il est jaloux de General Lynch
- Sulpha : Dragonne et scientifique de Ming, elle cherche ses origines parfois
- Talon : un homme rapace et allié de Flash
- Thundar : une Lionid et allié de Flash
- Prince Barin : il est de Arboria , au début il est hostiles envers Flash et ses alliés mais il joint au coter de Flash et ses Alliés
- Rosaura : la compagne de Ming et c'est une terrienne qui est mentionnée.

## Épisodes
1. Abandonné sur Mongo
2. Dans les griffes de la jungle
3. Les cavernes de la malédiction
4. Les vandales venus du vide
5. Les crocs de la fureur
6. Terreur dans les profondeurs
7. Les ailes de la destruction
8. La griffe invisible
9. La fosse aux tigrons
10. Le cri du Panthéron
11. Quand frappe le dragon
12. Embuscade en Arboria
13. La fusée de la liberté
14. Les cachots du désespoir
15. Double désastre
16. La lune du mystère
17. L'ennemi Ming
18. Le trésor des profondeurs
19. Combat de mercenaires
20. Une expérience diabolique
21. La forteresse de la terreur
22. La revanche du dragon
23. Péril au palais
24. La colère de Ming
25. L'ombre du requin
26. Fuite vers la Terre

## Voix françaises
- Arnaud Arbessier : Flash Gordon
- Claire Guyot : Dale Arden
- Claude Giraud : Professeur Hans Zarkov
- Martine Meiraghe : Thundar
- Sylvain Lemarie : Talon
- Pascal Renwick : l'empereur Ming
- Élisabeth Wiener : la reine Kyla
- Françoise Cadol : (princesse Aura )la fille de l'empereur Ming
- Jacques Deschamps : Général Lynch
- Denise Roland : la reine des cavernes

 Source et légende : version française (VF) sur RS Doublage